# (12513) Niven
(12513) Niven ist ein Asteroid des inneren Hauptgürtels, der von dem italo-amerikanischen Astronomen Paul G. Comba am 27. April 1998 am Prescott-Observatorium in Prescott, Arizona (IAU-Code 684) entdeckt wurde. Sichtungen des Asteroiden hatte es schon vorher am 11. November 1980 unter der vorläufigen Bezeichnung 1980 VV am Kleť-Observatorium bei Český Krumlov gegeben.
Mittlere Sonnenentfernung (große Halbachse), Exzentrizität und Neigung der Bahnebene des Asteroiden ähneln den Bahndaten der Mitglieder der Flora-Familie, einer großen Gruppe von Asteroiden, die nach (8) Flora benannt ist. Asteroiden dieser Familie bewegen sich in einer Bahnresonanz von 4:9 mit dem Planeten Mars um die Sonne. Die Gruppe wird auch Ariadne-Familie genannt, nach dem Asteroiden (43) Ariadne.
(12513) Niven wurde nach dem US-amerikanisch-kanadischen Mathematiker Ivan M. Niven (1915–1999) benannt. Niven beschäftigte sich insbesondere mit Zahlentheorie und Kombinatorik. Die Benennung des Asteroiden erfolgte am 24. Januar 2000.